# Court Tomb von Killydrutan

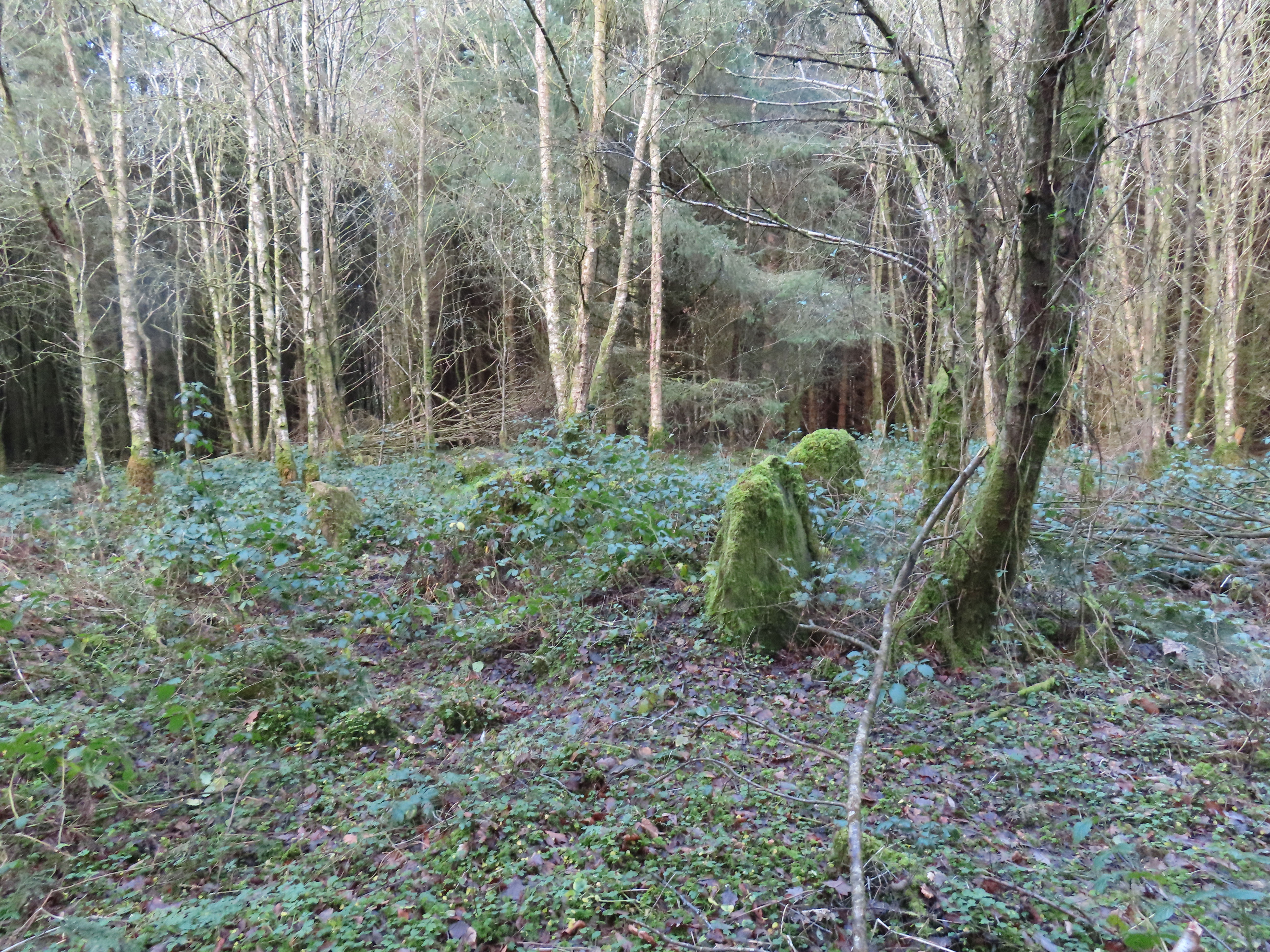
Killydrutan Court Tomb, Blick nach Norden

Das Court Tomb von Killydrutan im gleichnamigen Townland (irisch Coill Dhrúchtáin) liegt im County Monaghan in Irland.
Court Tombs gehören zu den megalithischen Kammergräbern (englisch chambered tombs) in Großbritannien und Irland. Sie werden mit über 400 Exemplaren nahezu ausschließlich in Ulster im Norden der Republik Irland beziehungsweise in Nordirland gefunden.
Dieses Court Tomb liegt im Rossmore Forest Park circa 3 km südlich von Monaghan in einer Aufforstung nicht weit entfernt von einem der vielen Wanderwege, die hier verlaufen.
Die Anlage ist von Moos und Brombeerhecken stark überwachsen. 
Zwei aufrechte Steine im Osten markieren vermutlich den Eingang zur Kammer. Diese misst 3,7 × 1,1 m und ist von Osten nach Westen orientiert. Zwei Steine im Norden und einer im Süden gehörten wahrscheinlich zur Kammer. Ein querstehender Stein im Westen könnte die Anlage unterteilt haben.
Darüber hinaus gibt es noch drei größere, flache Steine im Norden, die von der äußeren Begrenzung stammen können.

## Weitere Megalithen in der Nähe
Weniger als einen Kilometer nördlich sind die Reste eines bisher nicht klassifizierten Tombs im Townland Skeagarvey (wahrscheinlich ein Wedge Tomb.) Weniger als ein Kilometer nordwestlich davon sind in Gortakeeghan weitere Reste eines Tombs, die ebenfalls nicht klassifiziert sind.